# Sous le ciel du Texas
Pour plus de détails, voir Fiche technique et Distribution.
Sous le ciel du Texas (titre original : Under a Texas Moon) est un film américain réalisé par Michael Curtiz, sorti en 1930.
Tourné en technicolor, le film est une adaptation du roman de Stewart Edward White.

## Synopsis
Un cowboy arrive dans une petite ville et finit par aider le propriétaire de ranch local à neutraliser un gang de voleur de bétail. Ce faisant, il charme une jolie jeune fille.

## Fiche technique
- Titre : Sous le ciel du Texas
- Titre original : Under a Texas Moon
- Réalisation : Michael Curtiz
- Scénario : Gordon Rigby d'après le roman de Stewart Edward White
- Société de production : Warner Bros. Pictures
- Photographie : William Rees
- Montage : Ralph Dawson
- Distribution : Warner Bros. Pictures
- Pays d'origine : États-Unis
- Langue : anglais
- Format : Couleur (Technicolor) - Son : Vitaphone
- Genre : Western
- Durée : 82 minutes
- Date de sortie :
  - États-Unis : 1er avril 1930

## Distribution
- Frank Fay : Don Carlos
- Raquel Torres : Raquella
- Myrna Loy : Lolita Romero
- Armida : Dolores
- Noah Beery : Jed Parker
- George E. Stone : Pedro
- George Cooper : Philipe
- Fred Kohler : Un homme
- Betty Boyd : Une fille
- Tully Marshall : Gus Aldrich
- John George : le nain mexicain